# Partie de campagne
Partie de campagne és una pel·lícula de l'any 1936 dirigida per Jean Renoir i protagonitzada per Sylvia Bataille, Georges Darnoux i Jane Marken. Està basada en el relat homònim de Guy de Maupassant.

## Argument
Un diumenge de l'agost del 1860. El senyor Dufour (André Gabriello), quincallaire de París, ha decidit passar el dia festiu a la vora del riu amb la seua família i el dependent Anatole (Paul Temps), promès de la seua filla Henriette (Sylvia Bataille). En un hostal coincideixen amb els brivalls Henri (Georges D'Arnoux) i Rodolphe (Jacques B. Brunius), que miren amb insistència Henriette i la seua encara atractiva mare. Més tard, els Dufour dinen sota l'ombra d'un cirerer. Mentre el marit i el dependent fan la migdiada, els brivalls conviden mare i filla a navegar en barca pel riu. En una riba, Rodolphe sedueix la senyora Dofour (Jane Marken), i el mateix fa Henri amb Henriette.

## Context històric i artístic
A l'estiu del 1936, obligat per circumstàncies mai aclarides, Jean Renoir no va poder concloure la realització d'aquesta breu pel·lícula francesa. Deu anys després, aportant-hi seqüències que es creien perdudes, la muntadora Marguerite Houllé en trauria un migmetratge, més o menys la meitat de la pel·lícula ideada per Renoir. Encara que definitivament incompleta, s'hi contenen les essències artístiques, estilístiques i ètiques de l'autor, concentrades en la superba sensibilitat d'un cineasta decidit a celebrar l'excitació dels sentits, exaltar la natura viva i evocar l'esperit d'una època. I també capaç de reproduir en pantalla la composició i la plàstica del pintor Pierre-Auguste Renoir, el seu pare: com a botó de mostra, l'escena d'Henriette de peu en el gronxador, la qual és una magnífica figuració del quadre La balançoire (1876). De fet, el cineasta aconsegueix atrapar el gran anhel dels impressionistes: la captació de la fugacitat del temps i la vida. Amb delicadesa i ironia, Renoir franqueja el joc de l'amor i encomana l'emoció de baratar allò rutinari en diferent i innovador, fruint amb les aventures imprevistes i les espontànies llicències dels seus innocents personatges. Motius potser lleugers, i que poden jutjar-se anodins, però que Renoir sap transformar en art audiovisual, en cinema majúscul i perdurable.
Tenint d'ajudants de direcció els joves Jacques Becker i Luchino Visconti, el director francès sublima la previsió i la simplicitat per a enginyar una lírica, sensual i deliciosa sortida al camp. A tall d'al·legoria de la vida i en to de comèdia festiva i agredolça, el film esdevé suggeridor, fascinant, extraordinari i, potser, és un dels millors i més bonics de tot el cinema universal.

## Frases cèlebres
| « | Henri: "Llavors, hi estem d'acord. Jo no temo les responsabilitats. Així, trio la filla i, de passada, accepto el risc que pugui sorgir un fill natural. És que a mi, la mare no m'agrada, la veritat. Anem a passar una bona tarda, Rodolphe! Digues, les abordem junts o per separat?" Rodolphe: "Ja ho veurem. Aquestes parisenques són com les arracades: sempre van en parella, són inseparables." | » |

## Curiositats
- El nen que surt pescant des del pont al començament de la pel·lícula és fill de Jean Renoir.[3]
- És inclosa al llibre 1001 Movies You Must See Before You Die (1001 pel·lícules que cal veure abans de morir) editat per Steven Jay Schneider.[3]
- El famós fotògraf francès Henri Cartier-Bresson hi va treballar (amb 28 anys) com a assistent del director Jean Renoir.[3]
- Rodada a l'estiu del 1936, no fou estrenada fins a 10 anys més tard i en una versió inacabada de quaranta minuts.[3]